# 永琮
永琮（1746年5月27日—1748年1月29日），愛新覺羅氏，清朝乾隆帝第七子。永琮生于乾隆十一年（1746年）四月初八子时，生母是孝贤纯皇后。
乾隆十一年正月，因皇后富察氏怀孕，乾隆并未按惯例去圆明园山高水长处度上元节、观看烟火，而是破例留在紫禁城陪伴她们母子。当年的佛诞日（农历四月初八日），皇后生下皇七子，当天正逢久旱之后大沛甘霖，笃信佛教的乾隆十分欣喜，倍感天恩眷顾。皇七子生而颖悟出众，甚得乾隆帝钟爱，乾隆命名永琮，内定为皇位继承人。
乾隆十二年（1747年）十二月廿九，永琮因出痘夭折。
乾隆帝悲痛不已，谕曰：“先朝未有以元后正嫡绍承大统者，朕乃欲行先人所未行之事，邀先人不能获之福，此乃朕过耶！”乾隆帝赠给永琮的谥号为悼敏，并命皇七子丧仪视皇子从优。大祭时乾隆亲临祭酒。
嘉庆四年（1799年）三月，其弟嘉庆帝追封他为哲亲王。

## 延伸阅读
[在维基数据编辑]
 《清史稿·卷221》，出自趙爾巽《清史稿》
 《清史稿·卷221》